# Welsh A
Poney gallois des montagnes
Vous lisez un « bon article » labellisé en 2022.
Le Welsh A (gallois : merlyn mynydd Cymreig, anglais : Welsh Mountain Pony, soit « poney gallois des montagnes » ou « poney des montagnes galloises ») est le plus petit et le plus léger des quatre types du poney gallois. Mentionné depuis l'époque romaine, c'est également le seul poney gallois qui vit encore à l'état semi-sauvage, et appartient donc aux races britanniques de poneys des montagnes et des landes. Au cours de sa longue histoire, il est présumé avoir reçu l'influence du Pur-sang et surtout celle de l'Arabe, notamment à travers les étalons fondateurs Merlin et Dyoll Starlight.
Poney de petite taille considéré comme élégant, le Welsh A présente un profil de tête concave, de petites oreilles pointues et une robe souvent grise. Réputé pour la qualité de son trot, il forme un excellent poney de selle et d'attelage, en particulier pour l'apprentissage des enfants à l'équitation. Souvent croisé avec d'autres races, le Welsh A est à l'origine de tous les poneys gallois ainsi que de nombreux poneys de sport. Toujours présent dans sa région d'origine à l'état sauvage, il a été largement exporté vers l'Europe continentale et l'Amérique du Nord.

## Dénomination et sources
Le nom originel de la race en anglais est Welsh Mountain Pony, ce qui se traduit en français par « Poney gallois des montagnes » ou par « poney des montagnes galloises »,. « Welsh » est en effet le mot en anglais qui désigne ce qui est gallois.
Il arrive fréquemment que le nom anglais de cette race soit utilisé dans des sources en français,, ou bien avec un mélange de français et d'anglais (« Welsh Mountain Poney »). Le nom « Welsh Mountain » est aussi conservé dans des publications en allemand.
Le registre généalogique du poney gallois (Welsh) est divisé en quatre sections identifiées par des lettres, la section A étant celle des poneys les plus petits,.
Un ouvrage de référence a été publié en 1993 par le Dr Wynnes Davies, un expert reconnu des poneys gallois, à propos de cette race : The Welsh Mountain Pony.

## Histoire

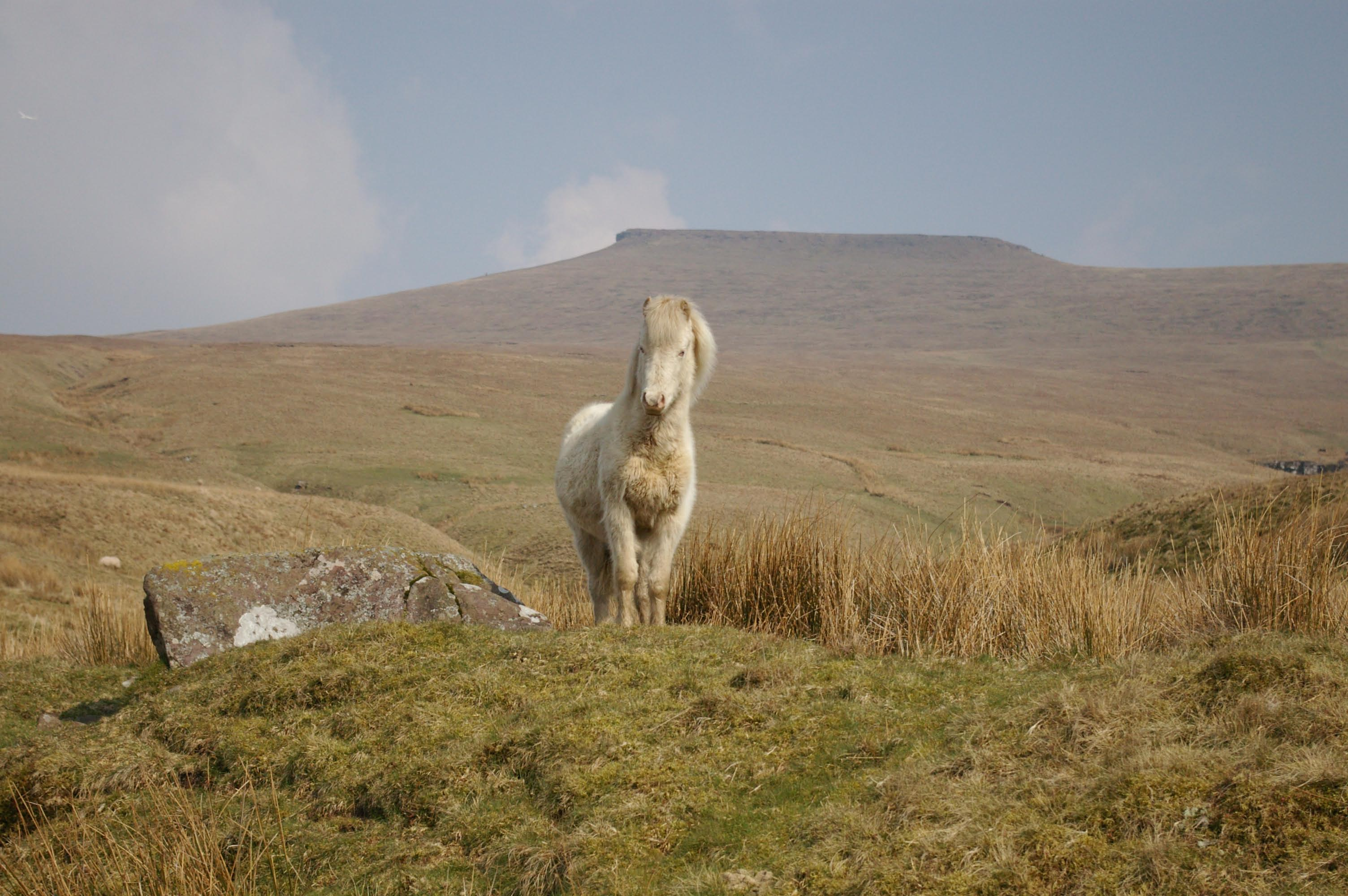
Poney Welsh A en liberté.

Probable descendant du poney celte, le poney gallois est vraisemblablement présent dans les collines du pays de Galles avant l'arrivée des Romains, et vit dans ce biotope sur plusieurs siècles,. Le journaliste autrichien Martin Haller estime que ses ancêtres sont arrivés depuis des régions orientales avec les Celtes, vers 600 av. J-C. Les conditions climatiques et le terrain entraînent une sélection naturelle.
La présence de petits chevaux sur le territoire de l'actuel pays de Galles est mentionnée dès l'époque romaine. Une légende (présentée comme une vérité dans divers ouvrages de vulgarisation,,,) voudrait que Jules César ait encouragé leur croisement avec le cheval oriental ou l'Arabe, en fondant un haras au lac Bala, dans le comté de Merioneth. La journaliste britannique Caroline Silver explique cette erreur par l'apparence du poney gallois et par une confusion dans la notion de cheval oriental, la race Arabe n'existant pas et n'étant pas mentionnée à l'époque romaine. Pour Haller, ce sont plutôt des chevaux berbères qui ont été introduits à cette époque. Quoi qu'il en soit, le poney gallois a bien été croisé avec l'Arabe au cours de son histoire, mais vraisemblablement bien plus tard qu'à l'époque romaine.
Une autre légende à son sujet fait intervenir deux juments arabes importées qui se seraient enfuies pour se mêler aux poneys gallois sauvages, d'autres sources évoquent des chevaux arabes ramenés après les croisades. La race a failli disparaître au XVIe siècle, quand un édit du roi Henri VIII exige l'abattage de toutes les juments qui ne dépassent pas 1,30 m, au profit de l'élevage de chevaux de guerre. Les poneys réfugiés dans les montagnes galloises échappent à cet abattage. L'anthropologue Samantha Hurn souligne l'existence d'une légende locale faisant intervenir un étalon arabe relâché dans les montagnes galloises pour lui permettre d'échapper à ce décret d'abattage de Henri VIII, et dont les poneys gallois auraient hérité leur robe de couleur grise. Elle note aussi que, malgré l'influence du nationalisme gallois, l'origine arabe du poney gallois est acceptée localement comme une vérité qui ne remet pas en cause la gallitude (welshness) de ces poneys, cette origine arabe étant attribuée à la totalité des races de chevaux modernes.

### DuXVIIIesiècleauXXesiècle

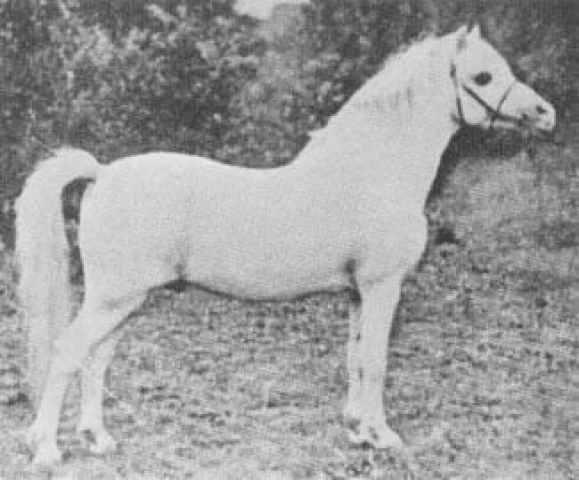
L'étalon Dyoll Starlight, fondateur de la race.

Historiquement, ce poney est monté en équitation de travail, pour le gardiennage des moutons, et même mis au travail dans les mines. Les premiers écrits relatifs aux pratiques d'élevage chevalin du pays de Galles datent du XVIIIe siècle. Le poney gallois est croisé au XIXe siècle avec le Pur-sang et l'Arabe. Il descend notamment du chef de race Merlin, un petit Pur-sang du XVIIIe siècle,, lui-même descendant du Darley Arabian. Cependant, d'après Judith Dutson, l'influence de Merlin est surtout palpable chez le Welsh de section B, encore parfois appelé « Merlin ». Apricot, décrit comme un croisement entre un étalon Arabe-Barbe et une jument galloise, est un autre chef de race. Enfin, le véritable « père » du poney gallois est l'étalon Dyoll Starlight, élevé par Meuric Lloyd et né en 1894 d'une mère d'origine arabe, nommée Moonlight,,. Cette dernière aurait pour père Crawshay Baily Arab, un étalon qui se serait reproduit avec des poneys gallois pendant les années 1850. Le fait que le père de Dyoll Starlight, Glassalt, soit castré en 1893, a donné naissance à une rumeur qui a fait de Dyoll Starlight le fils d'un étalon arabe. La fille de Meuric Lloyd publie une lettre à destination de la presse pour mettre un terme à cette rumeur, affirmant que l'origine arabe de Dyoll Starlight provient de sa mère.
Il est possible que la race ait reçu aussi l'influence de chevaux cob, du Hackney et de l'Andalou,.
En 1874, cette race de poneys est étudiée par les vétérinaires de Becon Dr Cobbold et Mr Rees Lloyd, dans le cadre d'une « épizootie désastreuse » due au parasitage par des vers.

### Depuis le début duXXesiècle

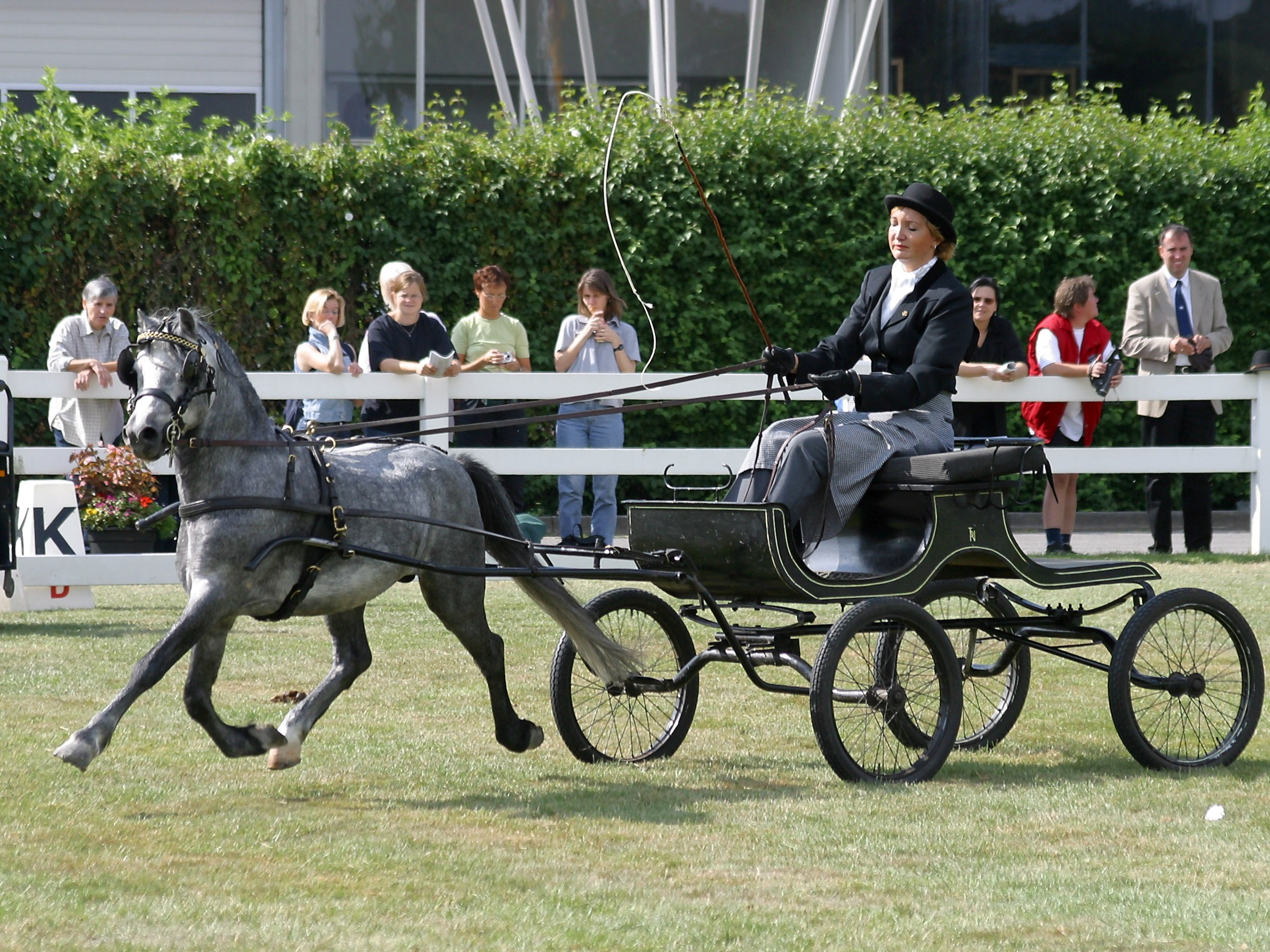
Welsh A de robe grise attelé à un buggy, lors d'un évènement privé.

La reconnaissance séparée de la race date de la fondation du registre généalogique en 1902, quand les poneys gallois sont séparés entre quatre sections : le Welsh A, le Welsh B, le Welsh C et le Welsh D. Le Welsh A, ou poney gallois des montagnes, est à l'origine des trois autres types du poney gallois (Welsh),,. À partir de cette création du stud-book, une sélection se met en place pour obtenir des poneys plus raffinés.
Dyoll Starlight devient le père de nombreux poneys britanniques de show réputés, dont Greylight, vendu en Australie pour la somme importante de 1 000 guinées. L'influence de l'étalon Coed Coch Glyndwr (né en 1935), dont la mère est l'arrière-petite fille de Starlight, est également déterminante.
Cependant, les poneys semi-sauvages sont longtemps considérés comme n'ayant que peu de valeur. D'après Silver, en 1948, il est possible d'acheter un Welsh A non-débourré pour douze shillings. La montée en popularité de la race attire peu à peu de nombreux acheteurs européens pendant la capture annuelle des sujets semi-sauvages en vue de leur marquage et de la vente des individus surnuméraires, notamment durant les années 1970.
En 2006, le countryside council for Wales commande une étude sur l'état de conservation de la race, notamment en libre pâture. Une autre étude sur les populations de ce poney, menée en 2012, permet de conclure que les populations semi-férales et férales du Welsh A constituent une race unique. Cependant, une étude plus approfondie est publiée en 2013 et conclut que la lignée de Carneddau, jusqu'alors incluse au Welsh A, constitue plutôt une race à part. Le microbiome des populations semi-férales est étudié en 2018, avec en conclusion des niveaux élevés de variation intra-individuelles dans la composition de ce microbiome.
En février 2022, un éleveur important du Nord du pays de Galles décède subitement, la récupération de son troupeau de quarante poneys étant prise en charge par l'association World Horse Welfare.

## Description

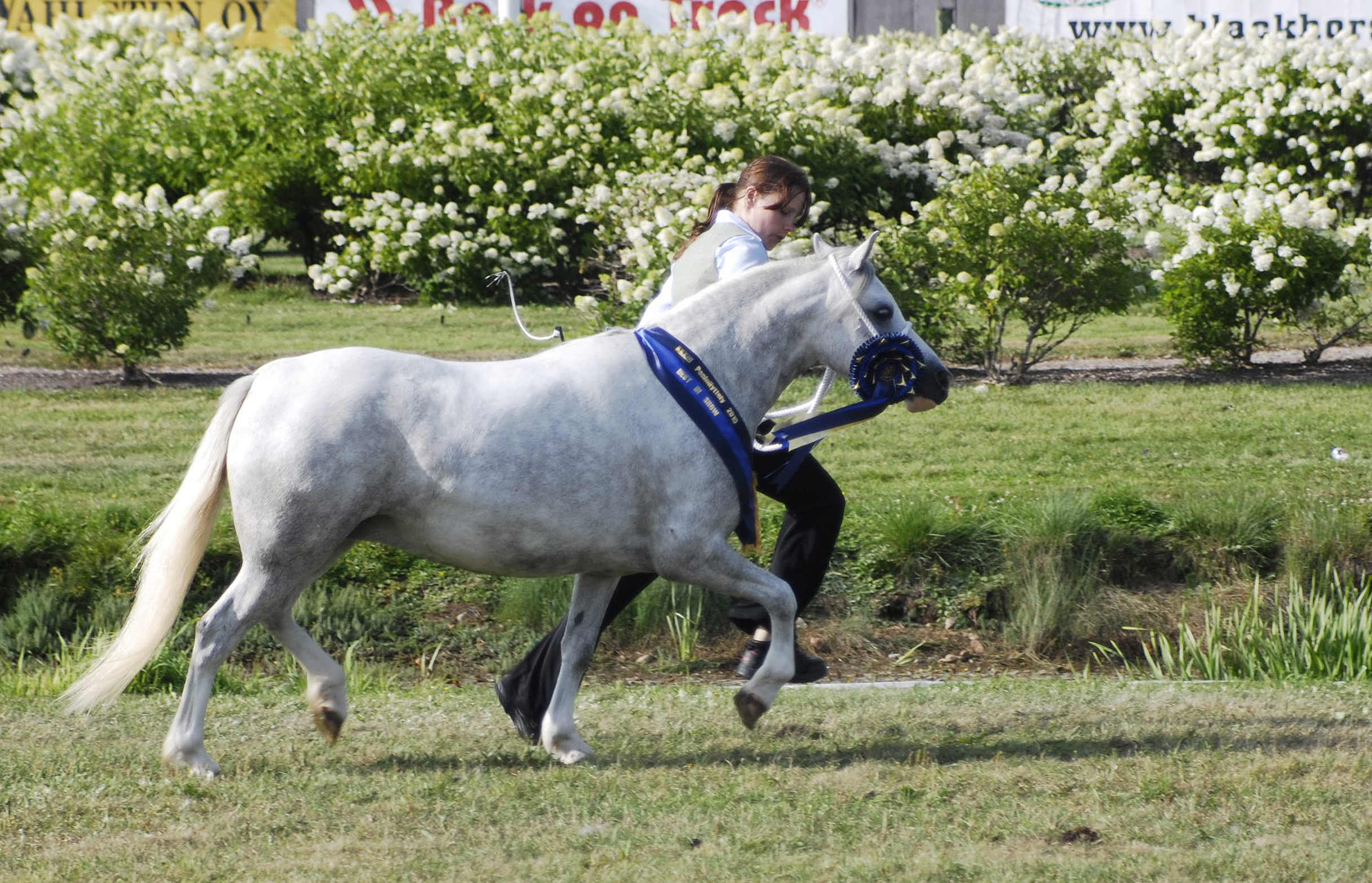
Welsh A au trot.

De tous les poneys gallois, le Welsh de section A est à la fois le plus petit et le plus proche de la souche du poney celte d'origine,,. Il a cependant beaucoup évolué depuis ses origines, le poney actuel étant beaucoup plus raffiné que la souche rustique dont il est issu. Il appartient au groupe des poneys des montagnes et des landes des îles britanniques.

### Taille et poids
Sa taille est obligatoirement inférieure à 1,22 m,,,. Il n'est généralement pas beaucoup plus petit qu'1,20 m, cette valeur étant considérée par l'auteur anglais Nicola Jane Swinney comme sa taille moyenne. Parmi un échantillon de 37 Welsh A originaires de la Tchéquie, des Pays-Bas et du Royaume-Uni, une hauteur moyenne de 1,17 m a été déterminée.
Le poids médian de ce poney est de 250 kg.

### Morphologie

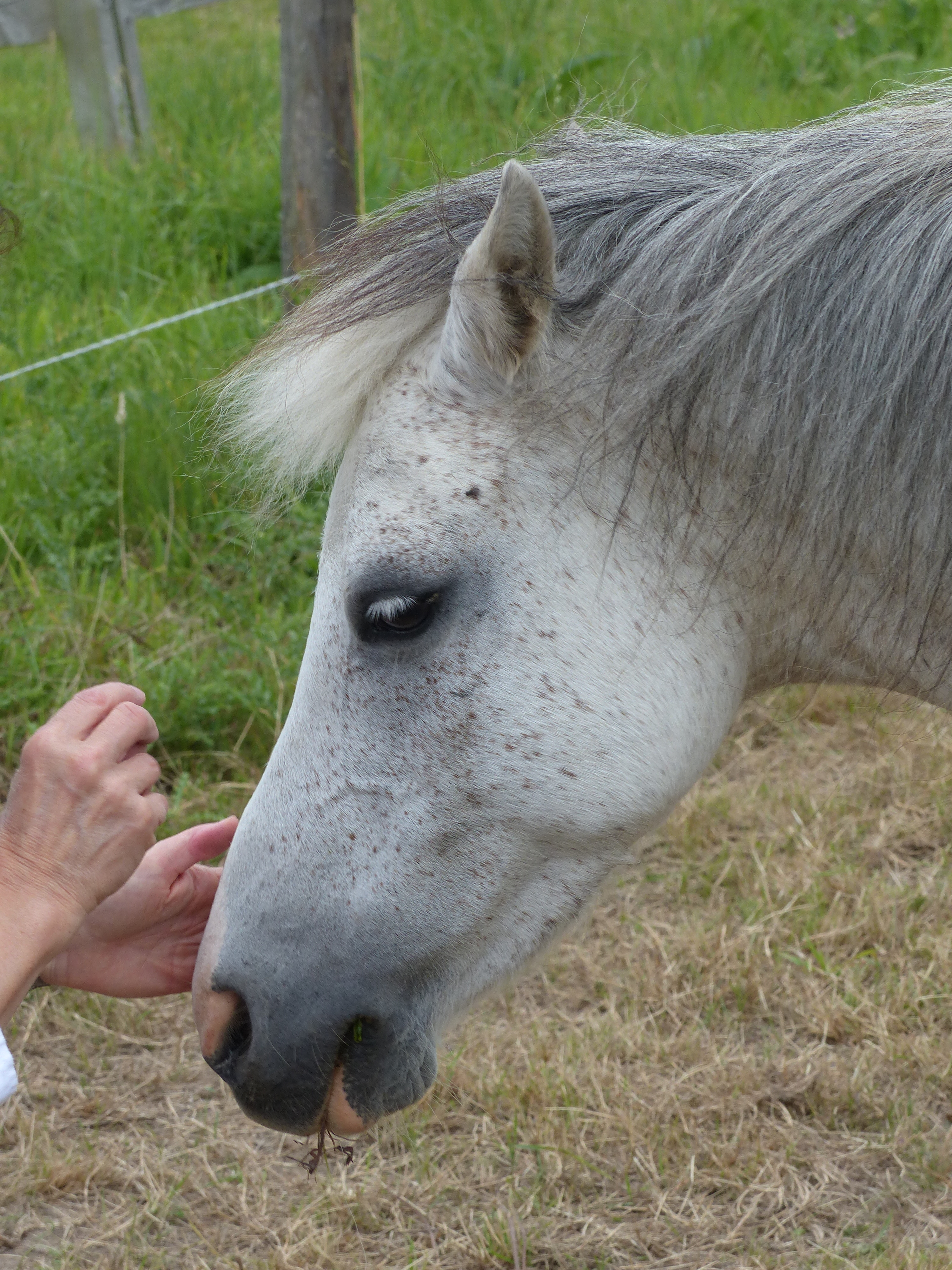
Tête d'une jument Welsh A de robe grise, au haras national de Lamballe.

Le type est médioligne. L'apparence du Welsh A est très distinctive, caractérisée par une perception de beauté et de raffinement. Son modèle s'éloigne radicalement du stéréotype du poney lourd. Il est souvent qualifié de « Pur-sang arabe miniature », en raison de son apparence distinguée et de sa ressemblance évidente avec l'Arabe,. L'autrice tchèque Helena Kholová le considère comme le poney gallois le mieux conformé parmi les quatre types existants. Il est souvent considéré comme le plus beau de tous les poneys d'origine britannique,, voire comme le plus beau poney du monde.

#### Tête
La tête est de profil rectiligne, ou légèrement concave,. Le profil de tête concave est un héritage des croisements avec l'Arabe, l'apparence de la tête rappelant celle de cette dernière race,. Le front est large, la joue bien dessinée et le museau fin. La forme de ce dernier doit toujours être concave, une forme convexe ou rectiligne étant un critère disqualifiant,. Les naseaux sont larges et proéminents.
La tête est petite et dotée de grands yeux expressifs, surmontée de petites oreilles pointues. L'apparence des oreilles est un critère essentiel dans l'identification de la race. La tête est bien attachée à l'encolure.

#### Corps et arrière-main
L'encolure est relativement longue, légèrement incurvée, bien attachée et bien sortie, recouverte d'une crinière flottante.
Le garrot est bien défini et sorti,,. La poitrine est large et profonde,. L'épaule est longue, inclinée,, et bien marquée. La forme de l'épaule et son inclinaison sont particulièrement surveillés parce qu'elles déterminent la capacité d'allongement des allures.
Le dos est droit et court, musclé et solide, la ligne dorso-lombaire droite. Le passage de sangle est profond,. La cage thoracique est arrondie et le corps compact. L'arrière-main est solide, longue, et fine, les reins sont courts, larges et puissants,. La croupe est légèrement inclinée, avec une queue attachée haut,,.

#### Membres
Les jambes sont droites, minces et dures. Elles disposent de solides articulations. Les avant-bras sont longs et les canons courts. L'humérus est droit. Le paturon est de longueur moyenne. Les sabots sont ronds et solides,,.

### Robes

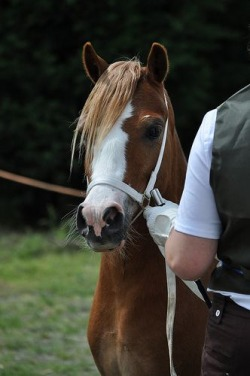
Tête d'un Welsh A de robe alezan.

Les robes les plus communes sont le gris, l'alezan, le bai et le bai-brun, mais toutes les couleurs sont autorisées, sauf le pie, et le tacheté,. Le gris est la couleur de robe la plus fréquente, avant l'alezan. Cette fréquence est notamment due aux étalons fondateurs Dyoll Starlight, Coed Coch Glyndwr et Clan Pip, qui ont largement répandu le gène du gris parmi la race. La plupart des experts estiment que c'est Dyoll Starlight qui est responsable de l'introduction du gène Gris parmi la race, les poneys gallois étant à cette époque habituellement bais, bai-bruns, noirs ou porteurs du gène Dun.
Le noir est possible, comme l'illustre le chef de race Glassalt, père de Dyoll Starlight, dont le père Flower of Wales était gris.
Les poneys qui arborent des balzanes sont particulièrement appréciés en modèle et allures.

### Allures
Les allures sont puissantes, aériennes, efficaces et souples, avec un très bon trot et une excellente spontanéité. Les actions du Welsh A revêtent un aspect spectaculaire, de par la puissance de l'arrière-main et l'action libre de l'épaule. Elles doivent être droites, rapides et rythmées. Le mouvement du jarret est bien fléchi sous le corps.
La qualité du trot est un critère essentiel pour la race en concours de modèle et allures ainsi qu'en concours d'attelage, où des poneys de toutes tailles disposent d'un temps limité pour terminer leur parcours. Il n'existe pas de différence significative dans la qualité des allures en fonction du pays d'élevage, tous les éleveurs de Welsh A ayant des objectifs d'élevage communs en termes d'allures. Peu d'attention est portée sur la qualité du pas, bien que celle-ci soit aussi importante que la qualité du trot pour les usages de ces poneys.
Le Welsh A dispose d'un pied sûr, héritage de son élevage sur les terrains accidentés du pays de Galles. La race a fait l'objet d'une étude visant à déterminer la présence de la mutation du gène DMRT3 à l'origine des allures supplémentaire : cette étude a permis de confirmer la présence de cette mutation à rare fréquence chez le Welsh A, et l'absence de mention de chevaux ambleurs parmi la race. 

### Tempérament et santé

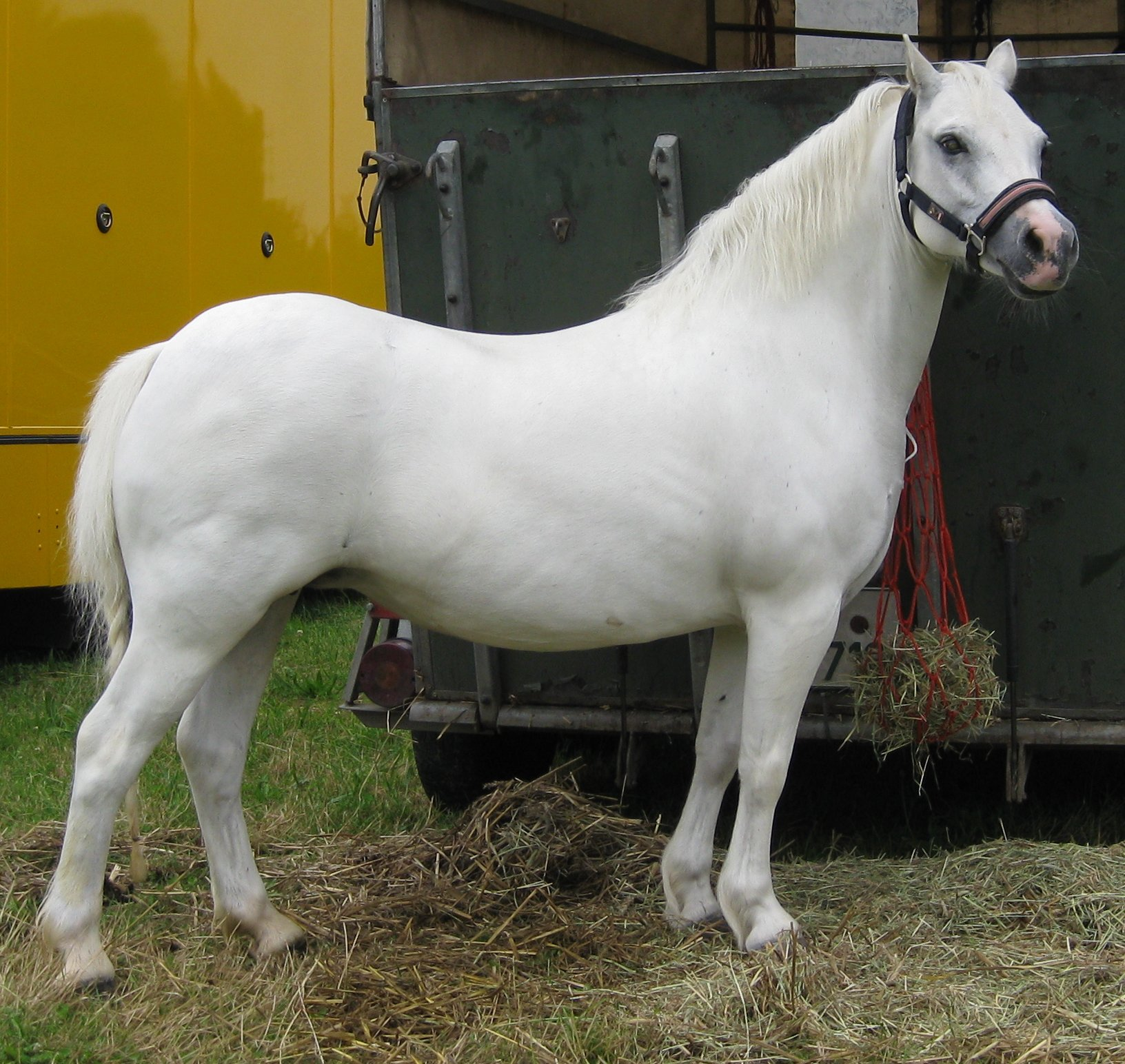
Welsh A de robe grise âgé de 16 ans, au modèle, présentant une obésité bien visible (dépôts de gras sur la croupe).

Courageux et docile, le Welsh A est à la fois fougueux et robuste, tout en restant généralement obéissant. Il est considéré comme facile à entraîner et à dresser. Son tempérament est réputé amical envers l'être humain. Il est plus rustique que son apparence pourrait le laisser supposer, et apprécie la vie en extérieur malgré des climats parfois difficiles. Habitué à un environnement rude, le poney Welsh A peut se contenter de faibles rations alimentaires et prendre du poids rapidement s'il trouve de la nourriture à volonté et n'est pas mis au travail. Aussi, son poids doit être surveillé en raison du risque d'obésité.
Plusieurs études de cas vétérinaires ont été publiées au sujet d'un Welsh A. En 1986, une malformation cardiaque est étudiée chez un poulain Welsh A, un cas de communication interauriculaire de type 1 (ostium primum persistant) compliqué d'un ventricule droit hypoplasique et d'une dysplasie tricuspide. En 2008, une jument Welsh A de 20 ans est soignée d'une pneumonie et de lésions pulmonaires multiples avec succès. Un poulain né en France en 2020 avec une fente palatine, malformation très rare chez les chevaux, n'a en revanche pas survécu.
Le Welsh A a également fait l'objet d'une étude concernant sa métabolisation de la phénylbutazone. Deux étalons Welsh A ont été testés sur leur capacité à se reproduire toute l'année en cas d'exposition à la lumière artificielle, concluant que cette exposition à la lumière ne rend pas les étalons capables de se reproduire toute l'année.

## Utilisations

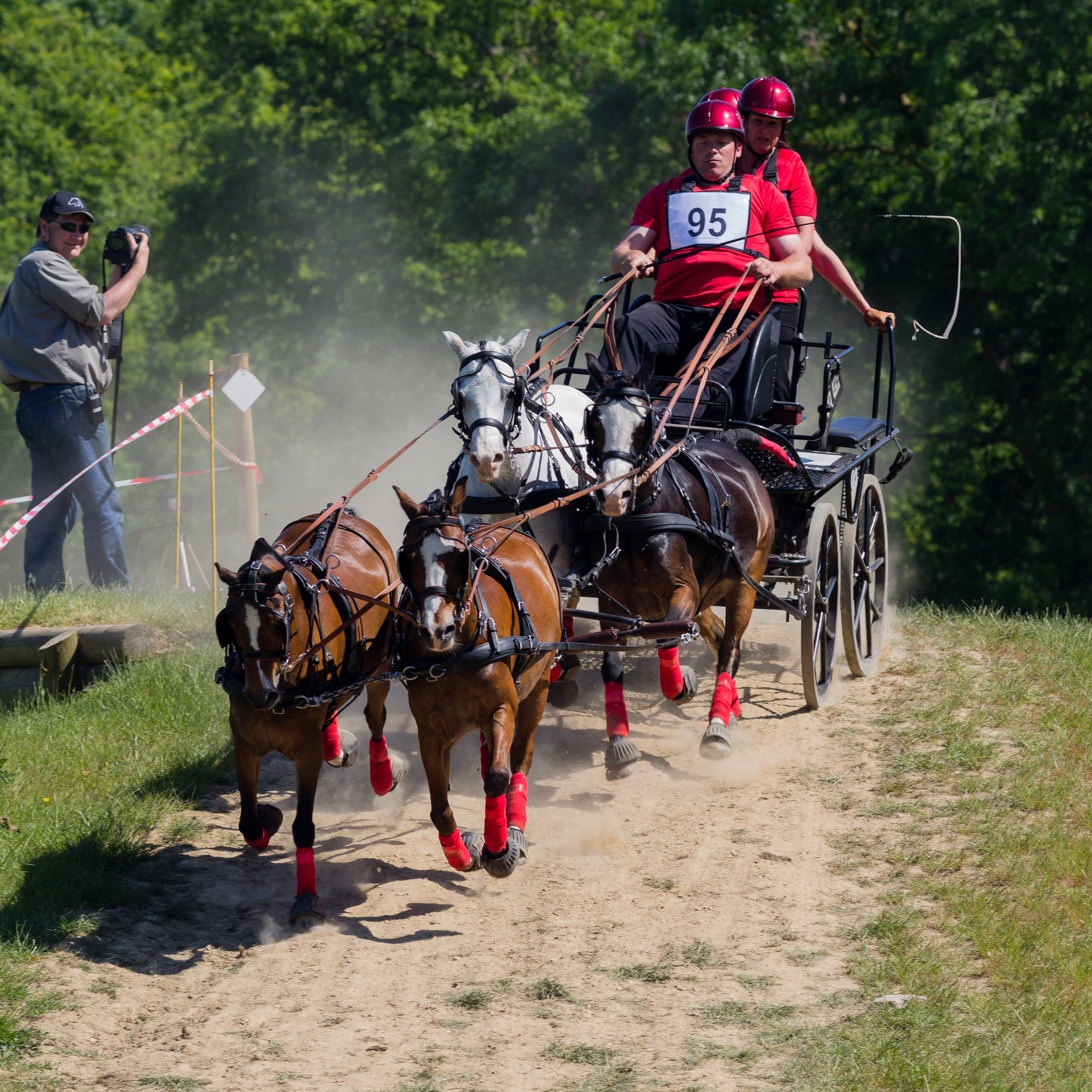
Attelage de 4 poneys Welsh A, à Rennes en 2014.

Ce poney gallois est apte à la selle, au bât et à l'attelage léger,. La pratique de l'attelage est notamment fréquente et très appréciée par les adultes et les familles,. Il est aussi adapté à la pratique de la randonnée équestre. En randonnée, il peut porter des bagages sur un bât. La randonnée équestre touristique avec un poney de bât est vue localement comme un moyen de promouvoir la race dans son pays d'origine.
Il fait une bonne monture pour les jeunes cavaliers, en particulier pendant leur apprentissage,,. C'est un poney sportif, il est donc fréquent d'en rencontrer en concours d'équitation pour les jeunes cavaliers,. En France, il apparaît sur des concours de saut d'obstacles, des concours complets, du dressage, des pony games, des concours d'équitation hunter pour poneys, et des concours d'attelage. Il dispose d'une bonne capacité de saut.
Un Welsh A peut être capable de porter des adultes, à condition qu'ils soient légers. Son aptitude au saut d'obstacles est bonne, de même qu'à l'attelage. C'est aussi un excellent poney d'exhibitions (shows), particulièrement compétitif,. Il dispose de sa propre finale ouverte au Horse of the Year Show (HOYS), point culminant de l'année en matière d'événements équestres sur les îles britanniques ; en 2018, le gagnant de la section Welsh A, Glebedale Mumbo Jumbo, a aussi été élu comme poney monté de l'année dans la catégorie des poneys des montagnes et des landes, en battant des rivaux plus grands que lui.

### Croisements
Le Welsh A est considéré comme un excellent poney de croisement, améliorateur d'autres races,. Sur les îles britanniques, il a été utilisé en croisement pour donner le Hackney, le Welsh B, le Lundy, le Poney de selle britannique, des poneys de polo, des hacks, des hunters, ainsi que les deux types de Cob gallois. Il est apprécié en croisement avec le Pur-sang. Il a été importé vers la France durant les années 1960 et 1970, entrant en croisement pour donner le Poney français de selle.
Il est à la base de la sélection de la plupart des poneys de chasse et de concours de petite taille (moins de 1,32 m).

## Diffusion de l'élevage

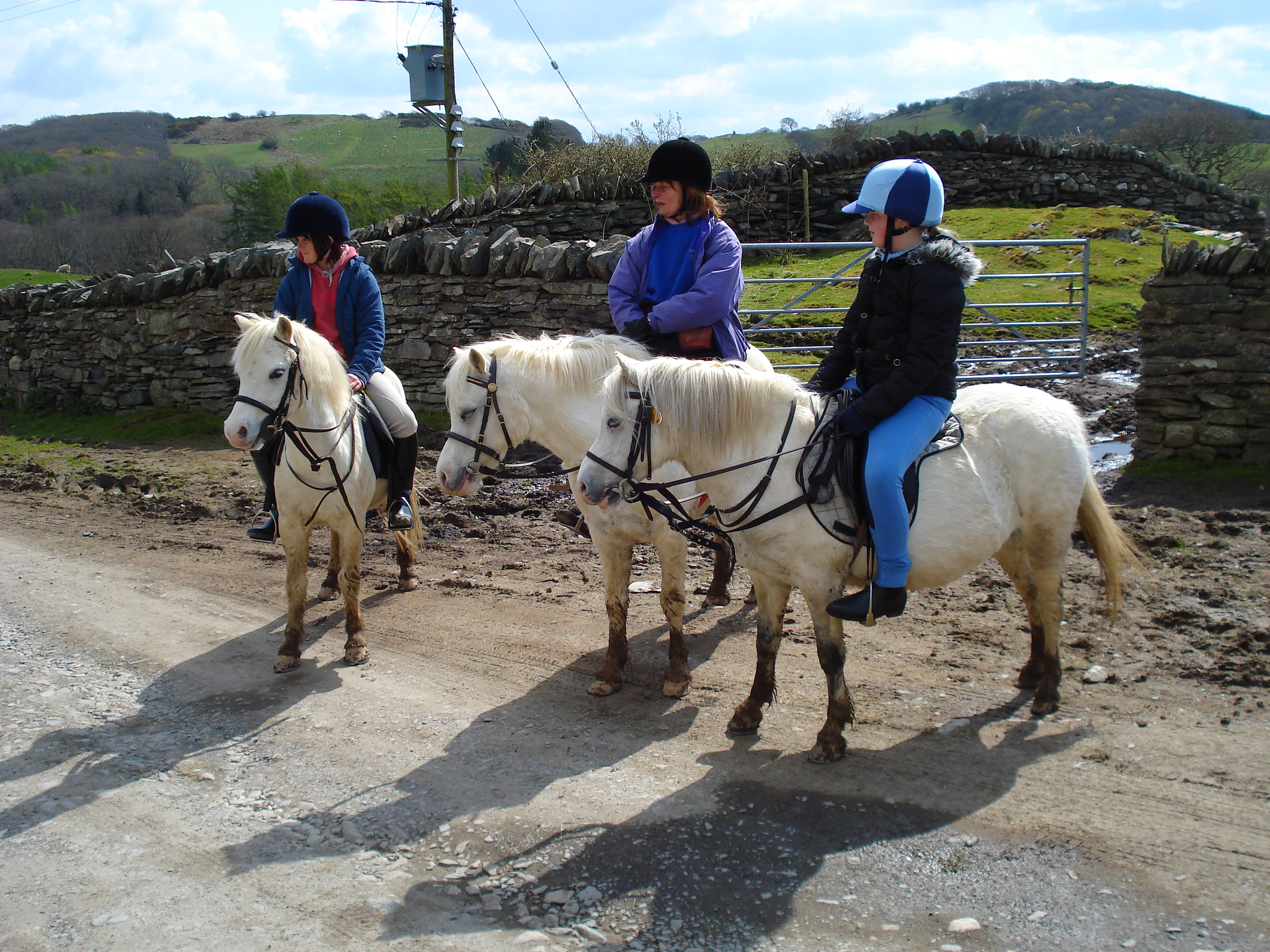
Welsh A montés en randonnée par des adolescents et de jeunes adultes.

La base de données DAD-IS cite le Welsh Mountain Pony comme race de chevaux locale et native du Royaume-Uni. Plus précisément, elle provient du pays de Galles, sur l'île de Grande-Bretagne. Il existe des populations semi-férales et férales, qui vivent toujours en liberté au pays de Galles. En 2020, ces populations férales représentent environ 500 poneys enregistrés dans le registre de la race. Elles sont présentes à Stackpole, dans le Long Mynd du Shropshire, et dans les Brecon Beacons.
Cependant, ces poneys qui vivent dans les collines font face à de nombreuses menaces sur leur pérennité, rendant nécessaire la mise en place de mesures de conservation spécifiques. L'entretien et le dressage des poneys féraux demandent un temps conséquent, car ils sont plus longs à habituer à l'être humain qu'un poney né dans un élevage.
Le Welsh A est l'une des races de poneys les plus populaires auprès des enfants et des jeunes adultes,. Ce poney est donc largement exporté, notamment vers l'Europe continentale et l'Amérique du Nord,. Il est élevé intensivement hors de sa région natale. Il dispose d'un registre au Danemark depuis 1965. L'Australie dispose aussi d'un registre spécifique.
En France, ses effectifs sont de 216 étalons à la reproduction, pour 73 naissances en 2012 ; il représente 8 % du total des poneys enregistrés dans ce pays. L'association française du poney Welsh organise localement des concours de modèle et allures et un championnat national ouvert aux quatre types de welsches.

## Culture

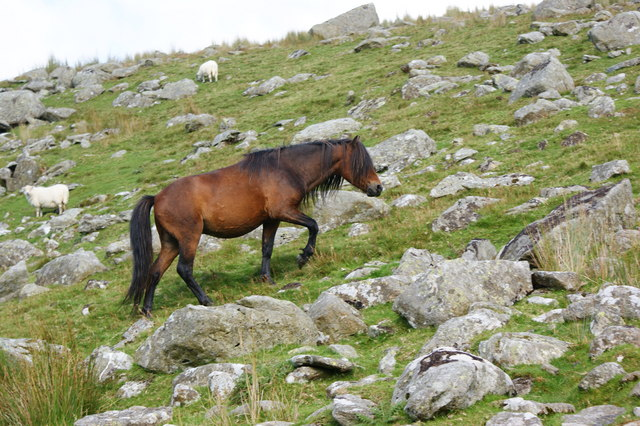
Welsh A de robe baie dans les collines, accompagné de moutons.

L'anthropologue Samantha Hurn souligne une parenté culturelle entre les habitants du pays de Galles et leurs chevaux, exprimée à travers la notion de welshness (« gallitude »). Le squelette de l'étalon fondateur Dyoll Starlight a été exposé au musée d'histoire naturelle de Londres en 1935.
Les Queen’s Dragoon Guards, une unité de cavalerie galloise de l'armée britannique, ont pris un poney Welsh A comme première mascotte en février 2016, et le promeuvent au rang de caporal suppléant pendant le Royal Welsh Show de 2019.
Un poney gallois des montagnes nommé « Cream » est cité dans le roman La Quête de Wynne, par l'auteur américain Aaron Gwyn.
Cette race est aussi le sujet d'un beau-livre de photographies, Spirit of the Welsh Mountain Pony, paru en 2010.